# Xia Jin
Jin was volgens de Shiji de naam van de dertiende heerser van de Xia-dynastie. Hij komt in de traditionele bronnen ook voor onder de naam 'Xu'. Volgens de Bamboe-annalen was de naam van de dertiende heerser Yinjia. Hij was de zoon van Jiong, de twaalfde heerser van de dynastie. Hij regeerde 8 jaar. Zijn residentie lag aan de 'westelijke' rivier. In het jaar van zijn overlijden kwamen tien zonnen tegelijk op.
Hij werd opgevolgd door zijn neef Kong Jia, zoon van Bu Jiang, de elfde heerser van de dynastie.
De naam Yin Jia is op dezelfde wijze opgebouwd als die van de latere Shang-vorsten. De eigenlijke naam Yin (胤) werd gevolgd door de dagaanduiding Jia (甲). Jia is de eerste hemelse stam en diende als aanduiding van de eerste dag van de tiendaagse 'week'. De Amerikaanse sinologe Sarah Allan zag in die aanduiding een relatie met de Shang. Ook de vermelding van de tien zonnen vormde het restant van een Shang-mythe. Door dat voorteken werd de Xia-koning vervloekt en werd zo het verval van de Xia weergegeven. Dat de residentie van Yin Jia aan de 'westelijke' rivier lag zou een verder bewijs zijn voor de relatie met de Shang. Door de Shang werden de Xia immers geassocieerd met zowel het westen als het water.